# Римски амфитеатар у Пловдиву
Римски амфитеатар у Пловдиву (буг. Античен театър Пловдив) спада међу веома добро очуване античке локалитете на свету и међу главним је туристичким атракцијама у Бугарској.

## Карактеристике
Изграђен је током владавине римског цара Марка Улпија Трајана (98—117). Антички натпис на амфитеатру описује да је вероватно изграђен између 116. и 117. године. Древни Филипополис је у то време био главни град покрајине Тракија. Налази се између два брда званих Џамбаз тепе и Таксим тепе. Пречник самог амфитеатра је 82 метра. У 5. веку је театар уништен у нападу Атиле Хунског. Грађевина је пропадала у вековима који су уследили и била је под дебелим слојем земље. Откривен је током археолошких ископавања од 1968. до 1979. године од стране Археолошког музеја у Пловдиву. У наредним годинама, театар је обновљен и делимично изграђен.
Овај амфитеатар једина је добро очувана античка грађевина тог типа у Бугарској. Прилагођен је савременом културном животу града Пловдива и у њему се изводе различите културне манифестације за око 3.500 гледалаца. Користи се у летњим месецима за музичке концерте и позоришне представе. Временом је то место постало једно од најважнијих туристичких атракција Пловдива. Проглашено је археолошким спомеником од 1995. године.